# Charles Oliveira
Charles Oliveira da Silva (* 17. října 1989) je brazilský profesionální zápasník smíšených bojových umění a držitel černého pásu čtvrtého stupně v brazilském jiu-jitsu. V současné době pracuje v organizaci Ultimate Fighting Championship (UFC), kde je bývalým šampionem UFC.

## Kariéra
Trénovat brazilské jiu-jitsu začal již v dětství. K MMA se dostal až v roce 2007. V rámci několika organizacích získal několik mistrovských titulů. Je držitelem několika UFC rekordů, nejvíce uškrcení soupeřů, nejvíce ukončovacích chvatů a nejvíce získaných bonusů za výhru.
Dne 15. května 2021 porazil Michaela Chandlera a získal UFC Lightweight Championship. O tento titul přišel až 22. října 2022 proti ruskému zápasníkovi Islamu Makhachevovi.

## Osobní život
S manželkou má dvě děti, starší dceru a mladšího syna. Bydlí v Guarujá, kde pravidelně pomáhá svému okolí v rámci charitativních akcí. Je křesťan. Dříve trpěl krátkozrakostí, a proto nosil brýle. To mu výrazně přitěžovalo při zápasech. V roce 2022 podstoupil operaci očí a všechny problému mu tak zmizely.
V roce 2023 si založil účet na platformě Onlyfans, kde pravidelně vydává videa ze svých tréninků.
Během let zápasů získal přezdívku "do Bronx".